# Colletes rubellus
Colletes rubellus är en biart som beskrevs av Noskiewicz 1936. Colletes rubellus ingår i släktet sidenbin, och familjen korttungebin. Inga underarter finns listade i Catalogue of Life.